# Маккелл, Майкл
Майкл Маккелл (англ. Michael McKell; род. 10 февраля 1959, Лондон, Англия, Великобритания) — английский актёр и певец. Наиболее известен по работам в телесериалах «Доктора» (англ. Doctors) (2006—2008) и «Ферма Эммердейл» (2008—2011). Снимается также в кинолентах, выступает на театральной сцене. Также известен как автор и исполнитель песен, в середине 1980-х работал с Сержем Генсбуром.
Фильмография
| Год       | Русское название                  | Оригинальное название         | Роль                          | Примечания               |
| --------- | --------------------------------- | ----------------------------- | ----------------------------- | ------------------------ |
| 2000      | Парни из Эссекса                  | Essex Boys                    | Уэйн Лоуэлл                   | Кинофильм                |
| 2001      | Чисто английское убийство         | The Bill                      | Джозеф Фердинанд              | 3 эпизода                |
| 2004      | Жители Ист-Энда                   | EastEnders                    | Картер                        | 3 эпизода                |
| 2005      | В тихом омуте                     | Beneath Still Waters          | Дэн Куорри                    | Кинофильм                |
| 2008—2011 | Ферма Эммердейл                   | Emmerdale Farm                | констебль/сержант Ник Хеншэлл | 61 эпизод                |
| 2011      | Уилл                              | Will                          | детектив                      | Кинофильм                |
| 2013      | Адский бункер: Восстание спецназа | Outpost: Rise of the Spetsnaz | полковник Штрассер            | Кинофильм                |
| 2013      | Катастрофа                        | Catastrophe                   | Пол Риверс                    | Эпизод «Three’s a Crowd» |
| 2013      | Мисс Марпл Агаты Кристи           | Agatha Christie’s Marple      | Фрэнк Стэнфорд                | Эпизод «Endless Night»   |
| 2016      | Союзники                          | Allied                        | немецкий офицер в кафе        | Кинофильм                |